# Abacus Business Software

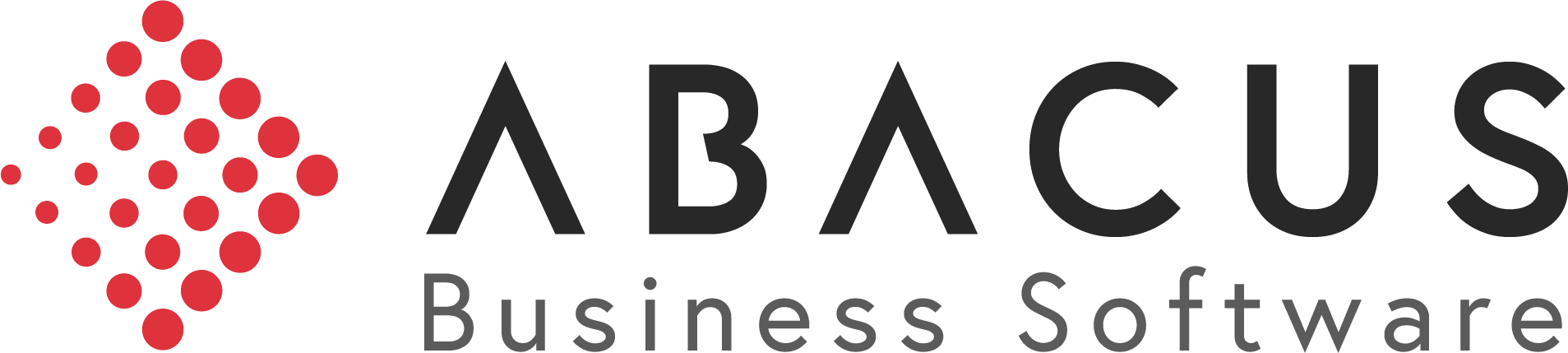
Das Logo der Abacus Business Software

Die Abacus Business Software ist eine betriebswirtschaftliche Standardsoftware für KMU des Schweizer Software-Unternehmens Abacus Research AG.

## Funktionalität
Die Abacus Business Software umfasst eine ERP-Gesamtlösung mit Softwaremodulen für die Fakturierung, Auftragsbearbeitung, Produktionsplanung und -steuerung, Leistungs- und Projektabrechnung sowie -verwaltung, Service- und Vertragsmanagement, Adressmanagement/CRM, Finanzbuchhaltung, Debitorenbuchhaltung, Kreditorenbuchhaltung, Anlagenbuchhaltung, Lohnbuchhaltung sowie Human Resources und bietet Funktionen wie integrierte Kostenrechnung, Archivierung, Electronic Banking, Informationsmanagement, E-Commerce und E-Business. Noch 2019 sollen die Dienste über den Open-Banking-Hub von SIX angeboten werden.

## Verbreitung
Im Jahr 2003 waren nach einer Studie der Fachhochschule Nordwestschweiz knapp 16 Prozent der in Schweizer Unternehmen mit 10 bis 250 Mitarbeitern genutzten ERP-Programme Versionen der Abacus-Software, führend vor den Produkten der SAP SE mit knapp 6 Prozent. 2010 setzten rund 35'000 Unternehmen die Software ein. In einer im Mai 2011 veröffentlichten Umfrage unter ERP-Anbietern wurden für Abacus vi 3300 Installationen in den Branchen Handel und Produktion angegeben, vor Microsoft Dynamics NAV die grösste Anzahl in der Schweiz.